# Венгрия на зимних Олимпийских играх 2018
Венгрия на зимних Олимпийских играх 2018 года была представлена 18 спортсменами в 2 видах спорта. На церемонии открытия Игр право нести национальный флаг было доверено конькобежцу Конраду Надю, а на церемонии закрытия флаг нёс волонтёр соревнований, поскольку к тому времени венгерская делегация уже покинула Пхёнчхан. 
Венгерские спортсмены завоевали первое олимпийское золото в зимних Играх, выиграв мужскую эстафетную гонку в шорт-треке. В неофициальном медальном зачёте сборная Венгрии заняла 21-е место.

## Медали
| Золото |                                                     |                               |            |
| №      | Спортсмены                                          | Вид спорта (дисциплина)       | Дата       |
| 1      | Шаоанг Лю Шандор Шаолинь Лю Виктор Кнох Чаба Бурьян | Шорт-трек (эстафета, мужчины) | 22 февраля |

## Состав сборной
В заявку сборной Венгрии для участия в Играх 2018 года вошли 19 спортсменов (9 мужчин и 10 женщины), которые должны были выступить в 6 олимпийских дисциплинах. Из всех спортсменов ни разу на старт не вышел Бенце Олах, который был заявлен в качестве запасного спортсмена на эстафету.
 Горнолыжный спорт
1. Мартон Кекеши
2. Далибор Шамшал
3. Марианн Мими Мароть
4. Сонья Хозман

 Конькобежный спорт
1. Конрад Надь

 Лыжные гонки
1. Адам Конья
2. Эмёке Сёч

 Фигурное катание
1. Иветт Тот

 Фристайл
1. Элизабет Суэйни

 Шорт-трек
1. Чаба Бурьян
2. Виктор Кнох
3. Шандор Шаолинь Лю
4. Шаоанг Лю
5. Шара Бачкаи
6. Андреа Кеслер
7. Жофия Конья
8. Бернадетт Хайдум
9. Петра Ясапати

## Результаты соревнований

### Коньковые виды спорта

#### Конькобежный спорт
По сравнению с прошлыми Играми в программе конькобежного спорта произошёл ряд изменений. Были добавлены соревнвнования в масс-старте, где спортсменам необходимо будет преодолеть 16 кругов, с тремя промежуточными финишами, набранные очки на которых помогут в распределении мест, начиная с 4-го. Также впервые с 1994 года конькобежцы будут бежать дистанцию 500 метров только один раз. Распределение квот происходило по итогам первых четырёх этапов Кубка мира. По их результатам был сформирован сводный квалификационный список, согласно которому сборная Венгрии стала обладателем олимпийских квот на двух дистанциях. Обе лицензии для страны принёс Конрад Надь.
Мужчины
Индивидуальные гонки
| Соревнование | Спортсмены  | Результат | Место | Отставание |
| ------------ | ----------- | --------- | ----- | ---------- |
| 1000 метров  | Конрад Надь | 1:09,92   | 21    | +1,97      |
| 1500 метров  | Конрад Надь | 1:49,01   | 29    | +5,00      |

#### Фигурное катание
Большинство олимпийских лицензий на Игры 2018 года были распределены по результатам выступления спортсменов в рамках чемпионата мира 2017 года. По его итогам сборная Венгрии смогла завоевать одну лицензию в женском катании, что стало возможным благодаря 20-му месту Иветт Тот.
| Соревнование              | Спортсмены | Короткая программа | Короткая программа | Произвольная программа | Произвольная программа | Всего        | Всего |
| Соревнование              | Спортсмены | Сумма баллов       | Место              | Сумма баллов           | Место                  | Сумма баллов | Место |
| ------------------------- | ---------- | ------------------ | ------------------ | ---------------------- | ---------------------- | ------------ | ----- |
| женское одиночное катание | Иветт Тот  | 53,22              | 23 Q               | 97,21                  | 23                     | 150,43       | 23    |

#### Шорт-трек
Квалификация на зимние Олимпийские игры в шорт-треке проходила по результатам четырёх этапов Кубка мира 2017/2018. По итогам этих турниров был сформирован олимпийский квалификационный лист, согласно которому сборная Венгрии попала в число восьми сильнейших в эстафетном зачёте, как у мужчин, так и у женщин. Благодаря этому венгерская сборная получила возможность заявить для участия в Играх по 5 спортсменов.
Мужчины
| Соревнование | Спортсмены                                          | Отборочный раунд | Отборочный раунд | Отборочный раунд | Четвертьфинал        | Четвертьфинал        | Четвертьфинал        | Полуфинал            | Полуфинал            | Полуфинал            | Финал                | Финал                | Итоговое место |
| Соревнование | Спортсмены                                          | Забег            | Результат        | Место            | Забег                | Результат            | Место                | Забег                | Результат            | Место                | Результат            | Место                | Итоговое место |
| ------------ | --------------------------------------------------- | ---------------- | ---------------- | ---------------- | -------------------- | -------------------- | -------------------- | -------------------- | -------------------- | -------------------- | -------------------- | -------------------- | -------------- |
| 500 метров   | Шандор Шаолинь Лю                                   | 6                | 40,526           | 1 Q              | 1                    | 40,471               | 2 Q                  | 1                    | 40,399               | 3 QB                 | Финал B              | Финал B              | 5              |
| 500 метров   | Шандор Шаолинь Лю                                   | 6                | 40,526           | 1 Q              | 1                    | 40,471               | 2 Q                  | 1                    | 40,399               | 3 QB                 | 40,651               | 1                    | 5              |
| 500 метров   | Шаоанг Лю                                           | 8                | 40,650           | 1 Q              | 4                    | PEN                  | —                    | завершил выступление | завершил выступление | завершил выступление | завершил выступление | завершил выступление | 19             |
| 500 метров   | Виктор Кнох                                         | 3                | 1:06,040         | 4                | завершил выступление | завершил выступление | завершил выступление | завершил выступление | завершил выступление | завершил выступление | завершил выступление | завершил выступление | 28             |
| 1000 метров  | Шандор Шаолинь Лю                                   | 8                | 1:31,547         | 1 Q              | 4                    | 1:24,012             | 1 Q                  | 1                    | 1:26,488             | 2 QA                 | Финал A              | Финал A              | 8              |
| 1000 метров  | Шандор Шаолинь Лю                                   | 8                | 1:31,547         | 1 Q              | 4                    | 1:24,012             | 1 Q                  | 1                    | 1:26,488             | 2 QA                 | PEN                  | —                    | 8              |
| 1000 метров  | Шаоанг Лю                                           | 1                | PEN              | —                | завершил выступление | завершил выступление | завершил выступление | завершил выступление | завершил выступление | завершил выступление | завершил выступление | завершил выступление | —              |
| 1500 метров  | Шандор Шаолинь Лю                                   | 1                | 2:12,835         | 1 Q              | не проводится        | не проводится        | не проводится        | 2                    | 2:45,709             | 5 ADVA               | Финал A              | Финал A              | 5              |
| 1500 метров  | Шандор Шаолинь Лю                                   | 1                | 2:12,835         | 1 Q              | не проводится        | не проводится        | не проводится        | 2                    | 2:45,709             | 5 ADVA               | 2:11,520             | 5                    | 5              |
| 1500 метров  | Шаоанг Лю                                           | 4                | 2:14,160         | 3 Q              | не проводится        | не проводится        | не проводится        | 3                    | PEN                  | —                    | завершил выступление | завершил выступление | 20             |
| 1500 метров  | Чаба Бурьян                                         | 5                | 2:19,284         | 5                | не проводится        | не проводится        | не проводится        | завершил выступление | завершил выступление | завершил выступление | завершил выступление | завершил выступление | 30             |
| эстафета     | Шаоанг Лю Шандор Шаолинь Лю Виктор Кнох Чаба Бурьян | не проводится    | не проводится    | не проводится    | не проводится        | не проводится        | не проводится        | 2                    | 6:34,866             | QA                   | Финал A              | Финал A              | 1              |
| эстафета     | Шаоанг Лю Шандор Шаолинь Лю Виктор Кнох Чаба Бурьян | не проводится    | не проводится    | не проводится    | не проводится        | не проводится        | не проводится        | 2                    | 6:34,866             | QA                   | 6:31,971             | 1                    | 1              |

Женщины
| Соревнование | Спортсмены                                                                 | Отборочный раунд | Отборочный раунд | Отборочный раунд | Четвертьфинал         | Четвертьфинал         | Четвертьфинал         | Полуфинал             | Полуфинал             | Полуфинал             | Финал                 | Финал                 | Итоговое место |
| Соревнование | Спортсмены                                                                 | Забег            | Результат        | Место            | Забег                 | Результат             | Место                 | Забег                 | Результат             | Место                 | Результат             | Место                 | Итоговое место |
| ------------ | -------------------------------------------------------------------------- | ---------------- | ---------------- | ---------------- | --------------------- | --------------------- | --------------------- | --------------------- | --------------------- | --------------------- | --------------------- | --------------------- | -------------- |
| 500 метров   | Андреа Кеслер                                                              | 2                | 43,274           | 2 Q              | 2                     | 43,053                | 3                     | завершила выступление | завершила выступление | завершила выступление | завершила выступление | завершила выступление | 10             |
| 500 метров   | Петра Ясапати                                                              | 8                | 55,641           | 2 Q              | 4                     | 43,043                | 4                     | завершила выступление | завершила выступление | завершила выступление | завершила выступление | завершила выступление | 13             |
| 1000 метров  | Андреа Кеслер                                                              | 5                | 1:31,446         | 3 ADV            | 4                     | 1:30,642              | 5                     | завершила выступление | завершила выступление | завершила выступление | завершила выступление | завершила выступление | 17             |
| 1000 метров  | Петра Ясапати                                                              | 3                | 1:29,838         | 4                | завершила выступление | завершила выступление | завершила выступление | завершила выступление | завершила выступление | завершила выступление | завершила выступление | завершила выступление | 24             |
| 1500 метров  | Петра Ясапати                                                              | 6                | 2:25,022         | 2                | не проводится         | не проводится         | не проводится         | 3                     | 2:23,210              | 2 QB                  | Финал B               | Финал B               | 6              |
| 1500 метров  | Петра Ясапати                                                              | 6                | 2:25,022         | 2                | не проводится         | не проводится         | не проводится         | 3                     | 2:23,210              | 2 QB                  | 2:26,138              | 6                     | 6              |
| 1500 метров  | Шара Бачкаи                                                                | 1                | PEN              | —                | не проводится         | не проводится         | не проводится         | завершила выступление | завершила выступление | завершила выступление | завершила выступление | завершила выступление | —              |
| эстафета     | Петра Ясапати Андреа Кеслер Жофия Конья FB Шара Бачкаи Бернадетт Хайдум SF | не проводится    | не проводится    | не проводится    | не проводится         | не проводится         | не проводится         | 1                     | 4:09,555              | 3 QB                  | Финал B               | Финал B               | 4              |
| эстафета     | Петра Ясапати Андреа Кеслер Жофия Конья FB Шара Бачкаи Бернадетт Хайдум SF | не проводится    | не проводится    | не проводится    | не проводится         | не проводится         | не проводится         | 1                     | 4:09,555              | 3 QB                  | 4:03,603              | 2                     | 4              |

### Лыжные виды спорта

#### Горнолыжный спорт
Квалификация спортсменов для участия в Олимпийских играх осуществлялась на основании специального квалификационного рейтинга FIS по состоянию на 21 января 2018 года. При этом НОК для участия в Олимпийских играх мог выбрать только того спортсмена, который вошёл в топ-500 олимпийского рейтинга в своей дисциплине, и при этом имел определённое количество очков, согласно квалификационной таблице. Страны, не имеющие участников в числе 500 сильнейших спортсменов, могли претендовать только на квоты категории B в технических дисциплинах. По итогам квалификационного отбора сборная Венгрии завоевала 3 олимпийские лицензии категории «A», а также ещё одну дополнительную для участия в командных соревнованиях.
Мужчины
| Соревнование      | Спортсмены     | Скоростной спуск/ 1 спуск | Скоростной спуск/ 1 спуск | Слалом/ 2 спуск | Слалом/ 2 спуск | Всего   | Место | Отставание |
| Соревнование      | Спортсмены     | Время                     | Место                     | Время           | Место           | Всего   | Место | Отставание |
| ----------------- | -------------- | ------------------------- | ------------------------- | --------------- | --------------- | ------- | ----- | ---------- |
| скоростной спуск  | Мартон Кекеши  | Не проводится             | Не проводится             | Не проводится   | Не проводится   | 1:51,72 | 53    | +11,47     |
| супергигант       | Мартон Кекеши  | Не проводится             | Не проводится             | Не проводится   | Не проводится   | DNF     | DNF   | DNF        |
| комбинация        | Далибор Шамшал | 1:25,17                   | 60                        | 50,77           | 29              | 2:15,94 | 32    | +9,42      |
| комбинация        | Мартон Кекеши  | 1:26,08                   | 62                        | 53,94           | 33              | 2:20,02 | 35    | +13,50     |
| слалом            | Мартон Кекеши  | 53,49                     | 38                        | 55,56           | 30              | 1:49,05 | 30    | +10,06     |
| слалом            | Далибор Шамшал | DNF                       | DNF                       | —               | —               | —       | —     | —          |
| гигантский слалом | Мартон Кекеши  | 1:16,64                   | 53                        | 1:15,22         | 40              | 2:31,86 | 42    | +13,82     |
| гигантский слалом | Далибор Шамшал | 1:16,09                   | 51                        | 1:16,79         | 50              | 2:32,88 | 44    | +14,84     |

Женщины
| Соревнование      | Спортсмены          | Скоростной спуск/ 1 спуск | Скоростной спуск/ 1 спуск | Слалом/ 2 спуск | Слалом/ 2 спуск | Всего   | Место | Отставание |
| Соревнование      | Спортсмены          | Время                     | Место                     | Время           | Место           | Всего   | Место | Отставание |
| ----------------- | ------------------- | ------------------------- | ------------------------- | --------------- | --------------- | ------- | ----- | ---------- |
| слалом            | Сонья Хозман        | 1:09,95                   | 58                        | 1:02,83         | 52              | 2:12,78 | 53    | +34,15     |
| слалом            | Марианн Мими Мароть | DNF                       | DNF                       | —               | —               | —       | —     | —          |
| гигантский слалом | Сонья Хозман        | 1:21,77                   | 54                        | 1:17,62         | 49              | 2:39,39 | 49    | +19,37     |
| гигантский слалом | Марианн Мими Мароть | 1:29,74                   | 65                        | DSQ             | DSQ             | —       | —     | —          |

Командные соревнования
Командные соревнования в горнолыжном спорте дебютируют в программе Олимпийских игр. Состав сборной состоит из 4 спортсменов (2 мужчин и 2 женщин). Командные соревнования проводятся как параллельные соревнования с использованием ворот и флагов гигантского слалома. Победитель каждого индивидуального тура приносит 1 очко своей команде. При равном счёте каждая команда получает по одному очку. Если равный счёт имеет место в конце тура (2:2), команда с лучшим суммарным временем лучшей женщины и лучшего мужчины (или вторыми лучшими, если первые имеют равное время) выигрывает тур.
| Соревнование           | Спортсмены                                                    | 1/8 финала            | 1/4 финала            | Полуфинал             | Финал                 | Место |
| Соревнование           | Спортсмены                                                    | Соперник / Результат  | Соперник / Результат  | Соперник / Результат  | Соперник / Результат  | Место |
| ---------------------- | ------------------------------------------------------------- | --------------------- | --------------------- | --------------------- | --------------------- | ----- |
| командные соревнования | Сонья Хозман Марианн Мими Мароть Мартон Кекеши Далибор Шамшал | Швейцария (2) · П 0:4 | завершили выступление | завершили выступление | завершили выступление | 9     |

#### Лыжные гонки
Квалификация спортсменов для участия в Олимпийских играх осуществлялась на основании специального квалификационного рейтинга FIS по состоянию на 21 января 2018 года. Для получения олимпийской лицензии категории «A» спортсменам необходимо было набрать максимум 100 очков в дистанционном рейтинге FIS. При этом каждый НОК может заявить на Игры 1 мужчину и 1 женщины, если они выполнили квалификационный критерий «B», по которому они смогут принять участие в спринте и гонках на 10 км для женщин или 15 км для мужчин. По итогам квалификационного отбора сборная Венгрии завоевала мужскую олимпийскую лицензию категории «A» и женскую категории «B».
Мужчины
Дистанционные гонки
| Соревнование           | Спортсмены | Результат | Место | Отставание |
| ---------------------- | ---------- | --------- | ----- | ---------- |
| 15 км свободным стилем | Адам Конья | 39:27,2   | 89    | +5:43,3    |

Спринт
| Соревнование | Спортсмены | Квалификация | Квалификация | Четвертьфинал        | Четвертьфинал        | Четвертьфинал        | Полуфинал            | Полуфинал            | Полуфинал            | Финал                | Финал                | Итоговое место |
| Соревнование | Спортсмены | Результат    | Место        | Заезд                | Результат            | Место                | Заезд                | Результат            | Место                | Результат            | Место                | Итоговое место |
| ------------ | ---------- | ------------ | ------------ | -------------------- | -------------------- | -------------------- | -------------------- | -------------------- | -------------------- | -------------------- | -------------------- | -------------- |
| спринт       | Адам Конья | 3:31,84      | 68           | завершил выступление | завершил выступление | завершил выступление | завершил выступление | завершил выступление | завершил выступление | завершил выступление | завершил выступление | 67             |

Женщины
Дистанционные гонки
| Соревнование           | Спортсмены | Результат | Место | Отставание |
| ---------------------- | ---------- | --------- | ----- | ---------- |
| 10 км свободным стилем | Эмёке Сёч  | 31:04,6   | 77    | +6:04,1    |

#### Фристайл
По сравнению с прошлыми Играми изменения произошли в хафпайпе и слоупстайле. Теперь в финалах этих дисциплин фристайлисты стали выполнять по три попытки, при этом итоговое положение спортсменов по-прежнему определяется по результату лучшей из них. Квалификация спортсменов для участия в Олимпийских играх осуществлялась на основании специального квалификационного рейтинга FIS по состоянию на 21 января 2018 года. Для каждой дисциплины были установлены определённые условия, выполнив которые спортсмены могли претендовать на попадание в состав сборной для участия в Олимпийских играх. По итогам квалификационного отбора сборная Венгрии не смогла завоевать олимпийских лицензий, но после перераспределения получила квоту в женском хафпайпе.
На Играх в Пхёнчхане Венгрию во фристайле представляла Элизабет Суэйни, которая получила венгерское гражданство только в 2015 году. Для квалификации на Игры 2018 года Элизабет необходимо было несколько раз попасть в тридцатку лучших на этапах Кубка мира. Для этого она приняла решение выступать на стартах, на которые заявлялось меньше 30 участников. Выполнив таким образом квалификационные нормативы Суэйни выступила на Играх в лыжном хафпайпе. Она не выполняла трюков, лишь невысоко выпрыгивая над трубой и выполняя поворот на 180 градусов. В результате с 30 баллами она заняла последнее место, проиграв 15 баллов предпоследней спортсменке, которая падала в обеих своих попытках.
За свою осторожную манеру езды Элизабет была подвергнута критике, также критиковались правила олимпийского отбора. При этом некоторые участницы турнира высказали свою поддержку венгерской лыжнице. Венгерский олимпийский комитет в своём заявлении относительно выступления Суэйни заявил, что его представители не видели её во время квалификационных стартов, но приняли решение отправить её на Игры, так как она выполнила необходимые квалификационные условия.
Женщины
Парк и пайп
| Соревнование | Спортсмены      | Квалификация | Квалификация | Квалификация | Финал                 | Финал                 | Финал                 | Финал                 | Итоговое место |
| Соревнование | Спортсмены      | 1 заезд      | 2 заезд      | Место        | 1 заезд               | 2 заезд               | 3 заезд               | Место                 | Итоговое место |
| ------------ | --------------- | ------------ | ------------ | ------------ | --------------------- | --------------------- | --------------------- | --------------------- | -------------- |
| хафпайп      | Элизабет Суэйни | 30,00        | 31,40        | 24           | завершила выступление | завершила выступление | завершила выступление | завершила выступление | 24             |